# Sarsia striata
Sarsia striata is een hydroïdpoliep uit de familie Corynidae. De poliep komt uit het geslacht Sarsia. Sarsia striata werd in 1983 voor het eerst wetenschappelijk beschreven door Edwards. 